# Michael Freytag

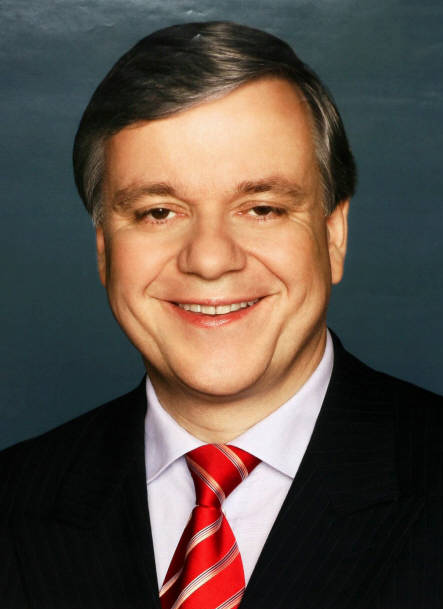
Michael Freytag im Jahr 2008

Michael Freytag (* 4. Mai 1958 in Hamburg) ist ein deutscher Politiker (CDU) und Jurist. Er war von 2004 bis 2007 Senator für Stadtentwicklung und Umwelt, von 2007 bis 2010 Finanzsenator der Freien und Hansestadt Hamburg und von 2007 bis 2010 Landesvorsitzender der CDU in Hamburg. Vom 1. November 2010 bis 2020 war er Vorstandsvorsitzender der SCHUFA Holding AG.

## Leben und Beruf
Freytag wuchs im Hamburger Stadtteil Lemsahl-Mellingstedt auf. Nach dem Abitur 1977 am Wandsbeker Matthias-Claudius-Gymnasium absolvierte Freytag zunächst eine Ausbildung zum Bankkaufmann und studierte anschließend Rechtswissenschaft an der Universität Hamburg. 1990 promovierte Freytag über die Möglichkeiten und Grenzen einer Parlamentsreform für den Deutschen Bundestag zum Dr. jur. Nach abgelegtem Zweiten juristischen Staatsexamen 1991 war Michael Freytag bis 2001 im Firmenkundengeschäft bei der Deutschen Bank AG tätig. Im Anschluss wechselte Michael Freytag hauptberuflich in die Politik. Zum 1. November 2010 übernahm er den Vorsitz des Vorstands der SCHUFA Holding AG und wechselte Mitte 2020 mit 62 Jahren in den Ruhestand.
Michael Freytag ist verheiratet und hat drei Kinder.

## Partei
Michael Freytag wurde 1992 Ortsvorsitzender in Winterhude und 1996, als er sich in einer Kampfabstimmung gegen Heino Vahldieck durchsetzte, Kreisvorsitzender der CDU Hamburg-Nord. Im November 2007 wurde Christoph Ahlhaus zu seinem Nachfolger als Kreisvorsitzendem gewählt. Er war von 2002 bis 2007 stellvertretender Landesvorsitzender der CDU in Hamburg. Vor seiner Wahl hatte er sich als einer der ersten CDU-Politiker offen für schwarz-grüne Bündnisse gezeigt und geäußert, dass das auch ein Modell für ganz Deutschland sein könne. Am 15. September 2007 wurde er mit 92 % als Nachfolger von Dirk Fischer zum Landesvorsitzenden der CDU Hamburg gewählt und im Juni 2008 mit 72,95 % erneut bestätigt. Als CDU-Landesvorsitzender gehörte er auch dem Bundesvorstand der Partei an. Am 1. März 2010 erklärte er seinen sofortigen Rücktritt als Landesvorsitzender. Die Frankfurter Allgemeine Zeitung bewertete den Rücktritt als „Flucht“ und konstatierte er habe den Eindruck gemacht „genervt und überfordert“ gewesen zu sein.

## Abgeordneter
Freytag gehörte von 1982 bis 1991 der Bezirksversammlung des Bezirkes Hamburg-Nord an und war hier von 1986 bis 1991 Vorsitzender der CDU-Fraktion.
Von 1991 bis 2010 war Freytag Mitglied der Hamburgischen Bürgerschaft, wo er von 2001 bis 2004 CDU-Fraktionsvorsitzender war. In den 1990er Jahren war er zeitweise Fachsprecher für den Bereich der öffentlichen Unternehmen, 1997 wurde er haushaltspolitischer Sprecher. 1994 sprach er sich in der Bürgerschaft für den Bau der Ortsumgehung Fuhlsbüttel aus. Im selben Jahr schlug er vor, Anteile der Stadt an öffentlichen Unternehmen zu veräußern, um damit 2,3 Milliarden DM zu erlösen. 1996 forderte er die Einführung der doppelten Buchführung, wie sie für die private Wirtschaft verpflichtend ist, auch für den Hamburger Staatshaushalt. In den Haushaltsberatungen im Dezember 1998 forderte er eine umfassende Aufgabenkritik und schlug unter anderem die Veräußerung der Hamburger Anteile an der Daimler-Benz Luft- und Raumfahrtholding, am Flughafen, an Lotto und Toto, an der Hamburgischen Landesbank, den Hamburgischen Electricitäts-Werke, dem Landesamt für Informationstechnik und an der Hamburger Hafen- und Lagerhaus-Aktiengesellschaft vor. Diese seien fünf Milliarden DM wert. 2003 sprach er sich für die später umgesetzte Verlängerung der S-Bahn-Linie 3 nach Stade aus. Bereits im Oktober 2009 berichtete das Hamburger Abendblatt über Spekulationen über eine baldigen Rückzug Freytags vom Amt des Finanzsenators. Sein Mandat ruhte seit der Ernennung zum Senator. Mit dem Rücktritt als Finanzsenator am 17. März 2010 gab er auch sein Mandat in der Bürgerschaft auf. Das Hamburger Abendblatt betitelte den Rücktritt mit der Schlagzeile „Michael Freytag: Das Ende eines Hoffnungsträgers“ und konstatierte, Freytag sei seiner drohenden politischen Entmachtung auf einem CDU-Landesparteitag im Juni 2010 zuvorgekommen.
Die Bürgerschaft wählte ihn zum Mitglied der 12. (2004) und der 13. (2009) Bundesversammlung, die jeweils Horst Köhler zum Bundespräsidenten wählte.

## Öffentliche Ämter
Am 17. März 2004 wurde er als Senator für Stadtentwicklung und Umwelt in den von Ole von Beust geleiteten Senat der Freien und Hansestadt Hamburg berufen. In dieser Eigenschaft wurde er im Juni 2004 Aufsichtsratsvorsitzender der HafenCity Hamburg GmbH. Als solcher wurde er unter anderem auch Mitglied des Aufsichtsrats der HSH Nordbank. Am 1. Januar 2007 wechselte Michael Freytag nach Wolfgang Peiners Rücktritt von allen politischen Ämtern als Präses in die Finanzbehörde. In dieser Funktion sprach er sich im Mai 2008 gegen Steuersenkungspläne der CDU auf Bundesebene aus. Weil er für die Krise der HSH Nordbank als Aufsichtsrat mit verantwortlich sei, forderte die SPD-Bürgerschaftsfraktion im März 2009 Freytags Entlassung. Am 1. März 2010 erklärte er, sein Senatorenamt mit Wirkung vom 17. März 2010 niederzulegen. Der damalige SPD-Landesvorsitzende Olaf Scholz warf Freytag daraufhin „persönliche Flucht“ vor. Seine Nachfolge als Senator trat am 31. März 2010 der bisherige Staatsrat der Wirtschaftsbehörde Carsten Frigge (ebenfalls CDU) an. Ende Juni 2010 wurde bekannt, dass die Stadt Freytags Rechtsberatung vor dessen Zeugenaussage im Parlamentarischen Untersuchungsausschuss zur HSH Nordbank bezahlt. Die SPD-Abgeordnete Britta Ernst bezeichnete dies als Unterstützung von Vertuschungsversuchen aus öffentlichen Mitteln.